# Rio Grande City
La ville américaine de Rio Grande City est le siège du comté de Starr, dans l’État du Texas. Lors du recensement de 2010, elle comptait 13 834 habitants.

## Source
- (en) Cet article est partiellement ou en totalité issu de l’article de Wikipédia en anglais intitulé « Rio Grande City, Texas » (voir la liste des auteurs).